# Frans Reijnders
Frans Reijnders (Amsterdam, 23 juni 1916 – Zevenbergen, 11 oktober 2005) was een Nederlands politicus van de KVP.
Hij werd geboren als zoon van een aannemer. Zelf is hij afgestudeerd in de rechten en was werkzaam als adjunct-directeur en hoofd personeelszaken bij het textielbedrijf Hatéma. Daarnaast was Reijnders wethouder in Geldrop voor hij begin 1971 benoemd werd tot burgemeester van Zevenbergen. Hij oefende die functie uit tot zijn pensionering in juli 1981. Reijnders overleed in 2005 op 89-jarige leeftijd.